# Moralistischer Fehlschluss
Der moralistische Fehlschluss ist ein Fehlschluss, bei dem auf der Basis der moralischen Unerwünschtheit eines Zustands oder Verhaltens dessen Naturwidrigkeit behauptet wird. Der Begriff wurde als moralistic fallacy 1978 durch den Biologen Bernard Davis (1916–1994) geprägt. Im deutschen Sprachraum wurde das Konzept unter der Bezeichnung moralistischer Trugschluss von Norbert Bischof (1996) verwendet.
Der moralistische Fehlschluss wird oft eingesetzt, um naturwissenschaftliche Forschungen, Thesen oder Befunde zurückzuweisen, die im Widerspruch zu bestehenden ethischen Normen stehen.
Es handelt sich bei diesem Fehlschluss um eine ignoratio elenchi: Ob ein Zustand naturgemäß ist, also bestimmten psychologischen oder biologischen Tendenzen entspricht (etwa der evolutionären Psychologie oder der Verhaltensbiologie), wird von dem ethischen Wert, dem man ihm beimisst, ohne Weiteres nicht beeinflusst. Er ähnelt dem naturalistischen Fehlschluss darin, dass er einen starken Zusammenhang zwischen Sein und Sollen behauptet. Während im naturalistischen Fehlschluss vom Sein auf das Sollen geschlossen wird, schließt man beim moralistischen Fehlschluss vom Sollen auf das Sein. Der Schluss führt nicht zu einem formalen Widerspruch, ist aber formal unvollständig und verlangt starke zusätzliche Annahmen über den Zusammenhang von Moral und Natur.
In der Alltagspsychologie ist die Argumentationsform schon vor Davis und Bischof bekannt. So hat sie z. B. in Christian Morgensterns Gedicht Die unmögliche Tatsache (1910) als „dass nicht sein kann, was nicht sein darf“ einen Ausdruck gefunden.
Ein Beispiel für den moralistischen Fehlschluss wäre: Menschen töten einander nicht, weil es unethisch ist.